# Kurt Jara
Kurt Jara (Innsbruck, 14 oktober 1950) is een Oostenrijks voormalig voetballer en voetbalcoach.

## Carrière

### Club
De middenvelder begon zijn carrière bij Innsbrucker SK, vanwaar hij in 1968 overstapte naar FC Wacker Innsbruck in de hoogste divisie. In 1973 verhuisde hij naar Spanje naar Valencia CF voordat hij van 1975 tot 1980 voor MSV Duisburg speelde. Daarna speelde hij één seizoen voor FC Schalke 04 en van 1981 tot 1985 voor Grasshopper Club Zürich.
In de Duitse Bundesliga speelde hij 160 wedstrijden voor MSV Duisburg en 31 wedstrijden voor FC Schalke 04. Zijn grootste succes was het bereiken van de halve finales van de UEFA Cup met MSV Duisburg in 1979. Hij won zowel in Zwitserland als in Oostenrijk verschillende landstitels en landsbekers.

### Nationale ploeg
Als Oostenrijks international nam hij deel aan de Wereldbekerfinales van 1978 in Argentinië en 1982 in Spanje. Kurt Jara scoorde 14 doelpunten in 59 interlands. Hij maakte zijn debuut in het team op 11 juli 1971 in een vriendschappelijke wedstrijd tegen Brazilië in São Paulo, waar hij in de 51e minuut van de wedstrijd een 1-0 achterstand bij de pauze goedmaakte (om de eindstand op 1-1 te brengen) en (volgens een verslag in de "Arbeiterzeitung Wien" van 13 juli 1971) "verwarring stichtte in de kwetsbare Braziliaanse verdediging".
Zijn comeback was net zo spectaculair als zijn debuut. Na de wereldbeker van 1982 speelde hij niet meer in de Oostenrijkse nationale ploeg. In november 1984 kon hij, reeds 34 jaar oud, terugkeren in de Oostenrijkse nationale ploeg omdat de nationale ploeg versterkt moest worden na de 3-1 nederlaag tegen Hongarije in de Wereldbeker-kwalificatiewedstrijden. Hij werd door bondscoach Erich Hof opgeroepen tegen Nederland om de tweede spelverdeler te zijn naast Herbert Prohaska. Hij kon echter niet alleen de wedstrijd helpen organiseren, zoals Hof verwachtte, maar hij slaagde er ook in het beslissende doelpunt te scoren en de stand op 1-0 te brengen.

### Coach
Hij begon zijn coachloopbaan in Zwitserland in 1986 bij Grasshopper Club Zürich, eerst een jaar de jeugd en nadien de eerste ploeg. Verdere coachstations in Zwitserland waren FC St. Gallen (1988-91) en FC Zürich (1991-94). In het seizoen 1994-95 was hij trainer van de Oostenrijkse club VfB Mödling. Verdere coachstations waren de Griekse club AO Xanthi (1996-97), APOEL Nicosia (Cyprus, 1997-98) en FC Tirol Innsbruck (1999-2001), waar hij met zijn thuisclub voor het eerst in tien jaar de titel terugbracht naar Innsbruck, wat hem ook in de twee daaropvolgende jaren lukte. Het team van Innsbruck oogstte ook internationaal weer veel succes. 
Van oktober 2001 tot oktober 2003 was Kurt Jara coach van Hamburger SV, van februari 2004 tot april 2005 coachte hij 1. FC Kaiserslautern; beide clubs ontsloegen Jara wegens gebrek aan succes. Van juli 2005 tot het einde van het seizoen 2005/06 was hij in dienst van FC Red Bull Salzburg. Op 19 mei 2006 werd hij geschorst en vervolgens vervangen door het nieuwe coachduo Giovanni Trapattoni en Lothar Matthäus (Red Bull-baas Dietrich Mateschitz had de ex-speler destijds de deur gewezen wegens "inconsistenties bij spelerstransfers").
In 2007 bleven Jara's coachactiviteiten beperkt tot optredens, zoals op het Bruno Pezzey Memorial Tournament in Sölden, waar hij officieel optrad als coach van het "Bruno Pezzey Allstar Team".

### Rechtszaken
Jara's vertrek bij Red Bull Salzburg was het voorwerp van verschillende rechtszaken. In een proces heeft de regionale rechtbank van Salzburg in oktober 2007 de vordering van Kurt Jara tegen FC Red Bull Salzburg tot herroeping en rechterlijk bevel afgewezen. Dietrich Mateschitz mocht doorgaan met de Tiroolse voetbalcoach te beschuldigen van "inconsistenties bij spelerstransfers". In september 2009 staakte het parket van Salzburg na maandenlang onderzoek de door Mateschitz tegen Jara ingeleide procedure, waardoor Jara werd vrijgesproken van de beschuldiging van genoemde inconsistenties.
In een andere zaak verwierp het Arbeitsgericht van Salzburg in februari 2008 het beroep van Jara tegen zijn ontslag; de nu 59-jarige had zijn ontslag aangevochten met het argument dat op hem als gewone werknemer de bijzondere beschermingsbepalingen van de Arbeitsverfassungsgesetz van toepassing zouden zijn. Volgens de uitspraak bestond deze extra mogelijkheid om ontslag aan te vechten echter niet omdat Jara volgens de rechter een hogere functie had bekleed.

## Erelijst

### Als speler
- SpG WSG Wattens-FC Wacker Tirol
  - Landskampioen: 1971, 1972, 1973
  - Oostenrijkse voetbalbeker: 1970, 1973

- Grasshopper Club Zurich
  - Landskampioen: 1982, 1983, 1984
  - Zwitserse voetbalbeker: 1983

### Als coach
- Grasshopper Club Zurich
  - Zwitserse voetbalbeker: 1988

- FC Tirol Innsbruck
  - Landskampioen: 2000, 2001

- Hamburger SV
  - League Cup: 2004